# Выбор критиков (кинопремия, 2012)
17-я церемония премии «Выбор критиков» состоялась 12 января 2012 года в театре Hollywood Palladium. Ведущими церемонии были американские актёры Роб Хюбель и Пол Шир. Номинанты были объявлены 13 декабря 2011.

## Победители и номинанты

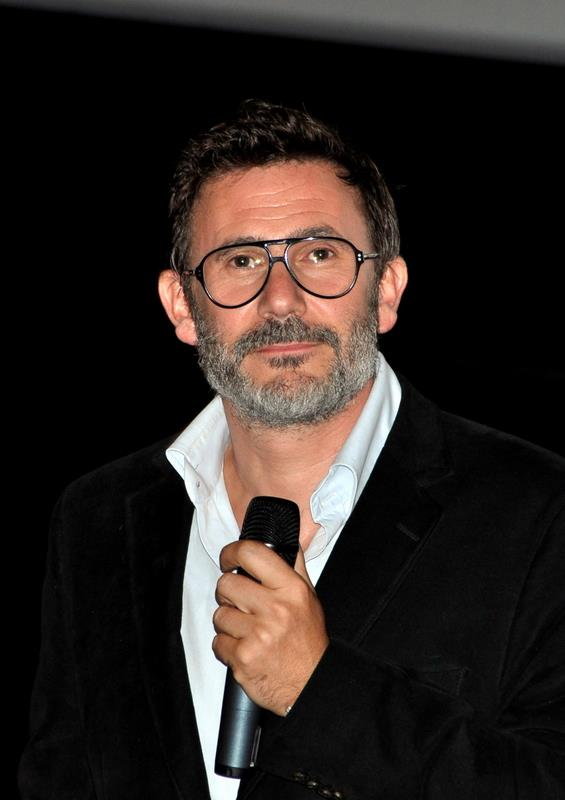
Мишель Хазанавичус, лучший режиссёр

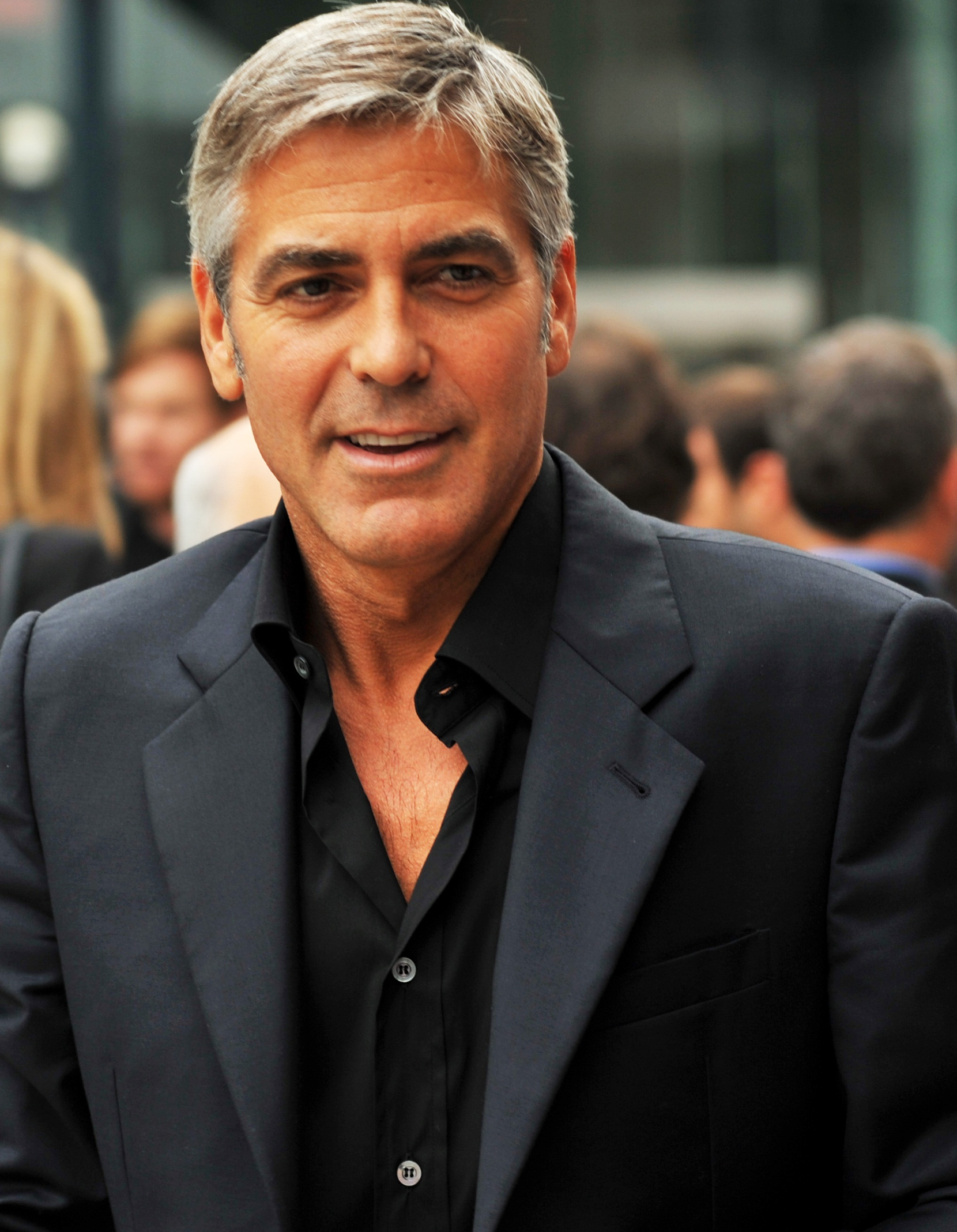
Джордж Клуни, лучшая мужская роль

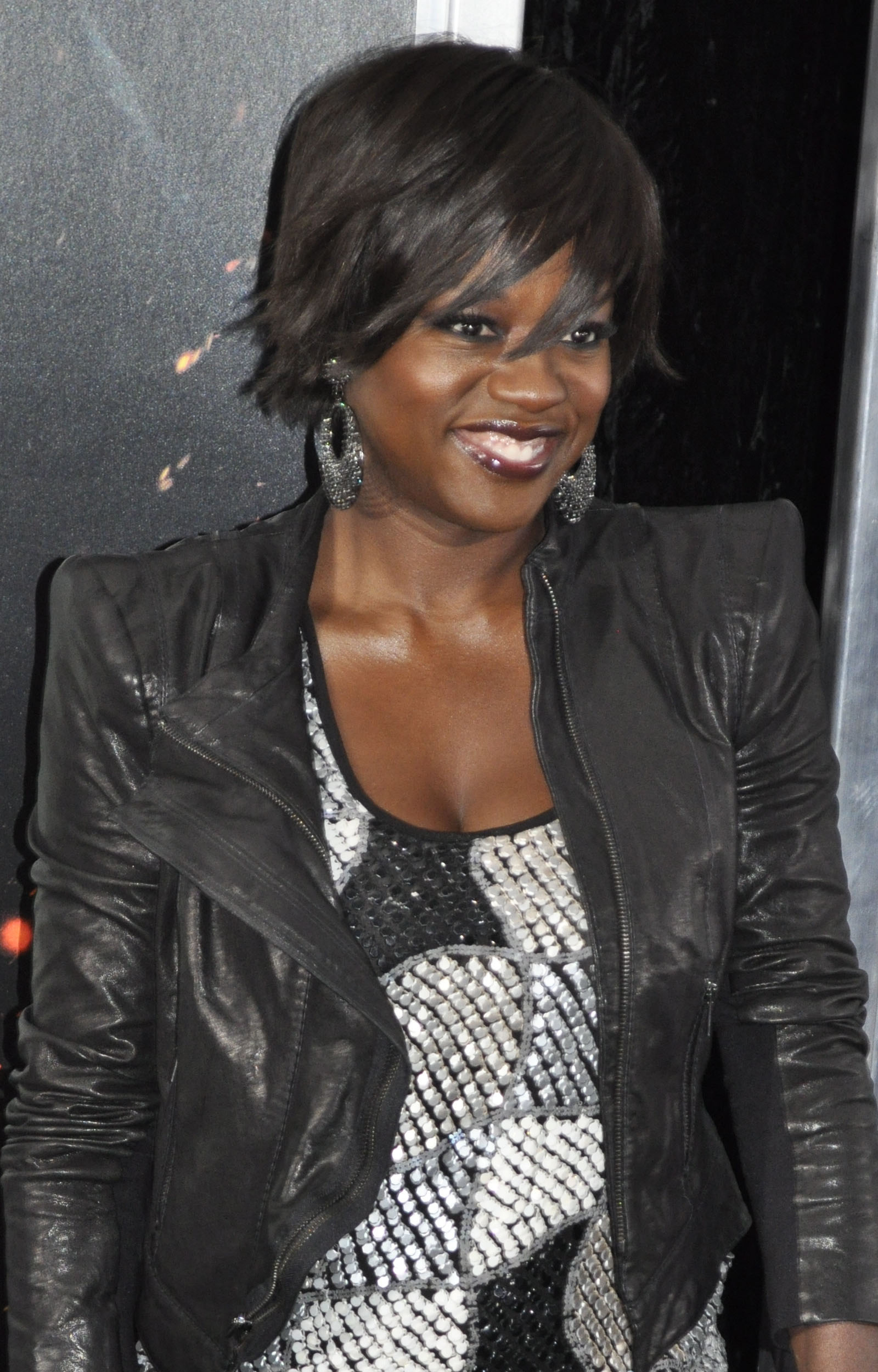
Виола Дэвис, лучшая женская роль

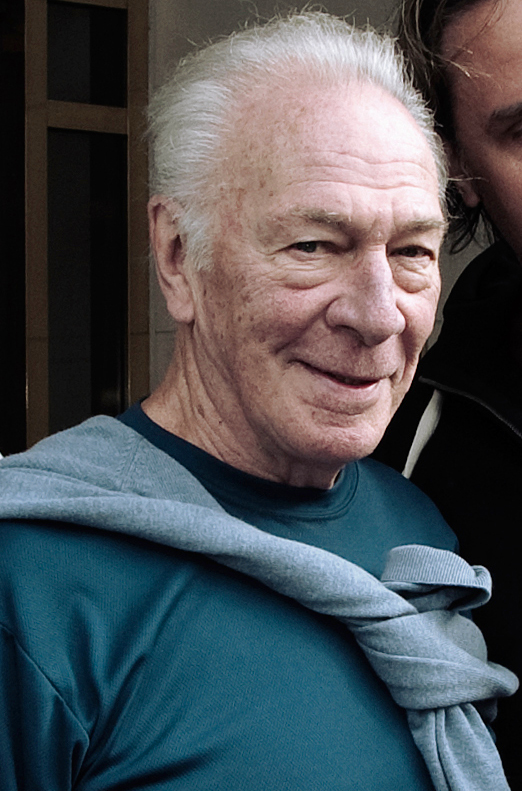
Кристофер Пламмер, лучшая мужская роль второго плана

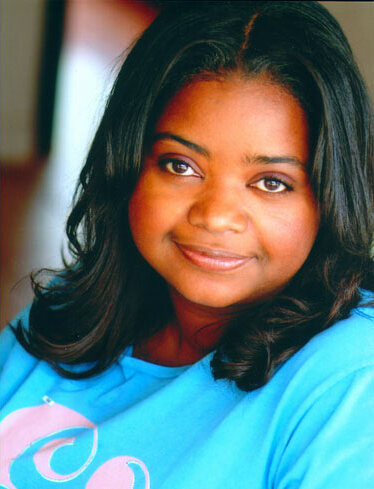
Октавия Спенсер, лучшая женская роль второго плана

| ЛУЧШИЙ ФИЛЬМ Артист - Боевой конь - Драйв - Древо жизни - Жутко громко и запредельно близко - Полночь в Париже - Потомки - Прислуга - Хранитель времени - Человек, который изменил всё | ЛУЧШИЙ РЕЖИССЁР Мишель Хазанавичус — «Артист» - Стивен Долдри — «Жутко громко и запредельно близко» - Александр Пэйн — «Потомки» - Николас Виндинг Рефн — «Драйв» - Мартин Скорсезе — «Хранитель времени» - Стивен Спилберг — «Боевой конь»                                    |
| ЛУЧШАЯ МУЖСКАЯ РОЛЬ Джордж Клуни — «Потомки» - Райан Гослинг — «Драйв» - Леонардо ДиКаприо — «Дж. Эдгар» - Жан Дюжарден — «Артист» - Брэд Питт — «Жутко громко и запредельно близко» - Майкл Фассбендер — «Стыд» | ЛУЧШАЯ ЖЕНСКАЯ РОЛЬ Виола Дэвис — «Прислуга» - Элизабет Олсен — «Марта, Марси Мэй, Марлен» - Мерил Стрип — «Железная леди» - Тильда Суинтон — «Что-то не так с Кевином» - Шарлиз Терон — «Бедная богатая девочка» - Мишель Уильямс — «7 дней и ночей с Мэрилин»                |
| ЛУЧШАЯ МУЖСКАЯ РОЛЬ ВТОРОГО ПЛАНА Кристофер Пламмер — «Начинающие» - Кеннет Брана — «7 дней и ночей с Мэрилин» - Альберт Брукс — «Драйв» - Ник Нолти — «Воин» - Пэттон Освальт — «Бедная богатая девочка» - Энди Серкис — «Восстание планеты обезьян» | ЛУЧШАЯ ЖЕНСКАЯ РОЛЬ ВТОРОГО ПЛАНА Октавия Спенсер — «Прислуга» - Беренис Бежо — «Артист» - Шейлин Вудли — «Потомки» - Мелисса Маккарти — «Девичник в Вегасе» - Кэри Маллиган — «Стыд» - Джессика Честейн — «Прислуга»                                                          |
| ЛУЧШИЙ МОЛОДОЙ АРТИСТ Томас Хорн — «Жутко громко и запредельно близко» - Эйса Баттерфилд — «Хранитель времени» - Шейлин Вудли — «Потомки» - Эзра Миллер — «Что-то не так с Кевином» - Сирша Ронан — «Ханна. Совершенное оружие» - Эль Фаннинг — «Супер 8» | ЛУЧШИЙ АКТЁРСКИЙ АНСАМБЛЬ Прислуга - Артист - Девичник в Вегасе - Мартовские иды - Потомки |
| ЛУЧШИЙ ОРИГИНАЛЬНЫЙ СЦЕНАРИЙ Вуди Аллен — «Полночь в Париже» - Диабло Коуди — «Бедная богатая девочка» - Том МакКарти, Джо Тайбони — «Побеждай!» - Уилл Райзер — «Жизнь прекрасна» - Мишель Хазанавичус — «Артист» | ЛУЧШИЙ АДАПТИРОВАННЫЙ СЦЕНАРИЙ Стивен Заиллян, Аарон Соркин, Стэн Червин — «Человек, который изменил всё» - Джон Логан — «Хранитель времени» - Эрик Рот — «Жутко громко и запредельно близко» - Александр Пэйн, Нат Факсон, Джим Раш — «Потомки» - Тейт Тейлор — «Прислуга»    |
| ЛУЧШИЙ АНИМАЦИОННЫЙ ФИЛЬМ Ранго - Кот в сапогах - Кунг-фу Панда 2 - Приключения Тинтина: Тайна Единорога - Рио - Секретная служба Санта-Клауса | ЛУЧШИЙ ЭКШН-ФИЛЬМ Драйв - Восстание планеты обезьян - Супер 8 - Тор - Форсаж 5 - Ханна. Совершенное оружие |
| ЛУЧШАЯ КОМЕДИЯ Девичник в Вегасе - Маппеты - Несносные боссы - Полночь в Париже - Эта дурацкая любовь | ЛУЧШИЙ ФИЛЬМ НА ИНОСТРАННОМ ЯЗЫКЕ Развод Надера и Симин (Jodaeiye Nader az Simin) • Иран - В темноте (W ciemności) • Польша - Гавр (Le Havre) • Франция - Кожа, в которой я живу (La piel que habito) • Испания - И куда мы теперь? (Et maintenant on va où?) • Ливан, Франция |
| ЛУЧШИЙ ДОКУМЕНТАЛЬНЫЙ ФИЛЬМ Джордж Харрисон: Жизнь в материальном мире - Бак - Непобежденные - Первая полоса: Внутри The New York Times - Пещера забытых снов - Проект «Ним» | ЛУЧШИЙ ЗВУК Гарри Поттер и Дары Смерти: Часть II - Боевой конь - Древо жизни - Супер 8 - Хранитель времени |
| ЛУЧШАЯ РАБОТА ХУДОЖНИКА-ПОСТАНОВЩИКА Данте Ферретти (постановщик) и Франческа Ло Скьяво (декоратор) — «Хранитель времени» - Лоуренс Беннетт (постановщик) и Роберт Гулд (декоратор) — «Артист» - Рик Картер,(постановщик) и Ли Сандалес (декоратор) — «Боевой конь» - Стюарт Крэйг, (постановщик) и Стефани Макмиллан (декоратор) — «Гарри Поттер и Дары Смерти: Часть II» - Джек Фиск (постановщик), Жанетт Скотт (декораторы) — «Древо жизни» | ЛУЧШАЯ ОПЕРАТОРСКАЯ РАБОТА Эммануэль Любецки — «Древо жизни» и Януш Камински — «Боевой конь» - Роберт Ричардсон— «Хранитель времени» - Ньютон Томас Сигел — «Драйв» - Гийом Шиффман — «Артист»                                                                                 |
| ЛУЧШИЙ ДИЗАЙН КОСТЮМОВ Марк Бриджес— «Артист» - Шэрен Дэвис— «Прислуга» - Майкл О’Коннор — «Джейн Эйр» - Сэнди Пауэлл — «Хранитель времени» - Джилл Тейлор — «7 дней и ночей с Мэрилин» | ЛУЧШИЙ МОНТАЖ Энгус Уолл, Кирк Бакстер — «Девушка с татуировкой дракона» - Анн-Софи Бион, Мишель Хазанавичус — «Артист» - Майкл Кан — «Боевой конь» - Мэттью Ньюман — «Драйв» - Тельма Скунмейкер — «Хранитель времени»                                                        |
| ЛУЧШИЙ ГРИМ И ПРИЧЁСКИ Гарри Поттер и Дары Смерти: Часть II - 7 дней и ночей с Мэрилин - Дж. Эдгар - Железная леди - Таинственный Альберт Ноббс | ЛУЧШИЕ ВИЗУАЛЬНЫЕ ЭФФЕКТЫ Восстание планеты обезьян - Гарри Поттер и Дары Смерти: Часть II - Древо жизни - Супер 8 - Хранитель времени |
| ЛУЧШАЯ МУЗЫКА К ФИЛЬМУ Людовик Бурсе — «Артист» - Клифф Мартинес — «Драйв» - Трент Резнор, Аттикус Росс — «Девушка с татуировкой дракона» - Джон Уильямс — «Боевой конь» - Говард Шор — «Хранитель времени» | ЛУЧШАЯ ПЕСНЯ К ФИЛЬМУ Life's a Happy Song — «Маппеты» - Hello Hello — «Гномео и Джульетта» - The Living Proof — «Прислуга» - Man or Muppet — «Маппеты» - Pictures in My Head — «Маппеты» - Collision of Worlds — «Тачки 2»                                                     |

### Специальная награда Music+Film
Мартин Скорсезе

### Специальная награда
Шон Пенн

## Список лауреатов и номинаций
| Номинации | Фильм                                |
| --------- | ------------------------------------ |
| 13        | Артист                               |
| 13        | Хранитель времени                    |
| 8         | Драйв                                |
| 8         | Прислуга                             |
| 7         | Боевой конь                          |
| 7         | Потомки                              |
| 5         | Древо жизни                          |
| 4         | 7 дней и ночей с Мэрилин             |
| 4         | Гарри Поттер и Дары Смерти: Часть II |
| 4         | Жутко громко и запредельно близко    |
| 4         | Маппеты                              |
| 4         | Супер 8                              |
| 3         | Бедная богатая девочка               |
| 3         | Восстание планеты обезьян            |
| 3         | Девичник в Вегасе                    |
| 3         | Полночь в Париже                     |
| 3         | Человек, который изменил всё         |
| 2         | Девушка с татуировкой дракона        |
| 2         | Дж. Эдгар                            |
| 2         | Железная леди                        |
| 2         | Стыд                                 |
| 2         | Ханна. Совершенное оружие            |
| 2         | Что-то не так с Кевином              |

| Награды | Фильм                                |
| ------- | ------------------------------------ |
| 4       | Артист                               |
| 3       | Прислуга                             |
| 2       | Гарри Поттер и Дары Смерти: Часть II |